# Округ Севир (Арканзас)
Округ Севир (енгл. Sevier County) је округ у америчкој савезној држави Арканзас. По попису из 2010. године број становника је 17.058. Седиште округа је град Де Квин.

## Демографија
Према попису становништва из 2010. у округу је живело 17.058 становника, што је 1.301 (8,3%) становника више него 2000. године.
| Група             | 2000.          | 2010.          |
| Белци             | 11.423 (72,5%) | 10.416 (61,1%) |
| Афроамериканци    | 778 (4,9%)     | 734 (4,3%)     |
| Азијати           | 21 (0,1%)      | 63 (0,4%)      |
| Хиспаноамериканци | 3.107 (19,7%)  | 5.220 (30,6%)  |
| Укупно            | 15.757         | 17.058         |